# Matolcsy Tamás
Matolcsy Tamás (Budapest, 1901. szeptember 24. – Cleveland, 1966. október 20.) magyar orvos, szélsőjobboldali politikus, Matolcsy Mátyás bátyja.

## Élete
1901-ben született református családban. A fővárosi Református Főgimnáziumba járt középiskolába, majd a orvos oklevelet szerzett a Budapesti Egyetemen. Miután doktori címet megszerezte állami ösztöndíjjal, Bécsben kórboncnokként, Berlinben sebészként dolgozott. 1925-ben a budapesti Pázmány Péter Katolikus Egyetemen dr. Verebélyi Tibor professzor gyakornoka később tanársegédje és a  Üllői úti I. sz. Sebészeti Klinika (akkor Verebélyi klinika) sebésze lett. 1933-ban Berlin csontdaganatról tartott előadást az ottani Orvosi Egyetemen.  1938-ban egyetemi tanárként dolgozott, a mozgás-rendszer sebészetet tanított. Öccsével, Matolcsy Mátyás országgyűlési képviselővel megalapította a Nyilaskeresztes Front nevű pártot. Farmosra költözött családjával ahol szintén orvosként praktizált és a farmosi lakosoknak vasárnaponként ingyenes orvosi rendelést biztosított és azt is elintézte, hogy a Verebélyi klinikán a farmosiakat ingyen operálják. Az 1939-es országgyűlési választásona monori választókerületben országgyűlési képviselővé választották a Nyilaskeresztes Front színében. Matolcsy és családja 1944 őszén nyugatra menekültek a szovjetek és a kommunisták elől, de 1945-ben amerikai fogságba került, majd az amerikaiak átadták őt a magyar hatóságoknak. Matolcsy 1945 őszén börtönbe került háborús bűntett vádjával, amit decemberben internálás követett. 1946 márciusában sikerült külföldre szöknie a családjához Németországba, ahonnan rövid időre franciaországi Párizsba, majd 1949-ben a brazíliai São Paulóba költöztek. Matolcsy Brazíliában szintén orvosként praktizált, de a meleg klíma miatt az Amerikai Egyesült Államokba telepedett le családjával, ahol 1966-os haláláig szintén orvosként tevékenykedett. Hamvait 1967-ben helyezték örök nyugalomra Farmoson.

## Családja
Apja dr. Matolcsy Miklós, az első világháborúban a hadsereg főgyógyszerésze, anyja Éberling Nagy Pálma, öccse Matolcsy Mátyás. Felesége Viczián Illona, Viczián István képviselő lánya. Az esküvőt Szelén, a Viczián kúriában tartották, a házaspár egyik tanúja Verebély Tibor professzor volt. Matolcsynak öt gyereke született: Zsuzsa (1929), Eszter (1932), Ilona (1936) és az ikrek, Katalin és Sándor (1943).
Matolcsy Györgynek (1955) nem nagybátyja, csak távolabbi rokona.

## Külső hivatkozások
- Matolcsy Mátyás pályafutása (1905–1953) PDF